# Kenroy Anderson
Kenroy Anderson (né le 27 juin 1987) est un athlète jamaïcain, spécialiste du sprint.

## Performances
Son meilleur temps sur 100 mètres, obtenu en février 2009, n'a rien de remarquable (10 s 37), néanmoins, sur relais il a permis au relais jamaïcain du Racers Lions Track Club, sur 4 × 100 m, de réaliser 38 s 10 en 2009, (2e meilleur temps de l'année).
Le 21 juin 2018, il améliore son record personnel sur 100 m en le portant à 10 s 11.